# B1 Sint-Pieter
Le B1 Sint-Pieter est une réplique de scute, type de chaloupe traditionnelle de pêche de l'ancien port de Blankenberge.
Il appartient à l'association blankenbergeoise asbl De Scute  qui fait revivre le patrimoine maritime de la côte belge.

## Histoire
Cette réplique de scute a été réalisée à Blankenberge par une équipe de bénévoles, sous l'égide de l'association blankenbergeoise asbl De Scute fondée en 1992 par des particuliers épris des traditions maritimes.
La construction dura 7 ans avec les aléas techniques et financiers rencontrés pour aller au bout de cette entreprise. Les plans n'existaient pas et la construction se fit selon les techniques anciennes de charpenterie de marine.
Le B1 Sint-Pieter a été lancé le 11 juin 1999 à Blankenberge. Depuis, il sillonne la côte belge et participe aux festivités maritimes et propose des promenades en mer.

## Caractéristiques techniques
Le scute de Blankenberge est un bateau à fond plat, sans quille, afin de faciliter son échouage sur la plage. C'est un bateau robuste construit en chêne, mais très lourd car les membrures sont massives et très nombreuses. Les bordés sont en orme sont au nombre de neuf ; les cinq premières en partant de la quille sont à franc-bord et les quatre autres sont en bordage à clin. Le calfatage est réalisé en filasse de chanvre goudronnée.
Le gréement est composé de deux mâts gréés chacun d'une voile au tiers. Le grand mât de 13 m repose au centre sur un pied de mât, avec la grand-voile de 56 m2. Le mât de misaine de 7 m est posé dans une encoche à la proue avec une voile de 24 m2.
Le bateau n'est ponté qu'en proue (abri avec petit banc) et en poupe (bac à poisson). Tout le reste du matériel de pêche se trouve entre la plage avant et arrière. Le gouvernail est relevable pour l'échouage.